# Gäddtjärnen (Skorpeds socken, Ångermanland)
Gäddtjärnen är en sjö i Örnsköldsviks kommun i Ångermanland och ingår i Nätraåns huvudavrinningsområde.